# Tilly Masterton
Tilly Masterton is een personage uit de James Bondfilm en het boek Goldfinger. Ze werd gespeeld door actrice Tania Mallet.

## Boek
Tilly Masterton is de zus van Jill Masterton, Bond ontmoet Tilly op een avond in Zwitserland als Bond achter Auric Goldfinger aanzit. Tilly spioneert bij Goldfingers goudsmederij. Bond ontdekt dat Tilly wraak wil nemen op de moord op haar zus Jill die Bond in Miami ontmoette. Tilly vertelt dat Jill gestikt is doordat ze helemaal goud geschilderd is. Goldfinger neemt Bond en Tilly gevangen en neemt ze met het vliegtuig mee naar New York. Eenmaal daar worden ze vastgehouden bij de vrouwelijke misdadige groep die geleid wordt door de lesbische pilote Pussy Galore. Goldfinger maakt daar zijn duivelse plan bekend om Fort Knox in Kentucky leeg te roven met als naam operatie Grand Slam. Tijdens operatie Grand Slam probeert Bond Tilly te beschermen bij Fort Knox, Tilly wordt echter vermoord door Goldfingers hulpje Oddjob met zijn dodelijke hoed die gewapend is met dodelijke messen.

## Film
In de film is de rol van Tilly Masterton (hier Masterson genoemd) een heel stuk kleiner. James Bond ontmoet Tilly in Zwitserland als hij Auric Goldfinger achtervolgt met zijn Aston Martin DB5, Tilly komt dan voorbij rijden. Als Bond na een tijdje even uitstapt om Goldfinger te bespieden wordt hij plotseling beschoten door Tilly. Als Goldfinger en zijn hulpje Oddjob weer instappen gaat Bond er weer achteraan, waarbij hij Tilly opnieuw op de weg tegenkomt. Bond laat de banden van Tilly's auto klappen met messen die uit zijn autowielen komen. Tilly valt dan van de weg en Bond helpt haar. Tilly beweert dan in de auto dat ze Tilly Soames heet, maar op haar koffer ziet Bond de initialen T.M. staan, Bond neemt afscheid van Tilly op een tankstation. 's Avonds betrapt Bond Tilly als ze probeert Goldfinger te vermoorden met een geweer, Tilly vertelt dan dat ze wraak wil nemen op Goldfinger voor de moord op haar zuster Jill Masterton omdat Goldfinger haar heeft laten stikken door haar helemaal goud te schilderen (in de film heeft Bond de gebeurtenis zelf meegemaakt). Bond snapt dan ook dat de initialen T.M. staan voor Tilly Masterton. Ze worden betrapt en achtervolgd door Goldfingers mannen, Bond beschermt Tilly door met haar te vluchten in de Aston Martin. Na een tijdje als Tilly van Bond zichzelf moet redden door weg te rennen naar een nabijgelegen bos, wordt ze vermoord door Oddjob met zijn dodelijke hoed die voorzien is van een scherpe metalen rand. Bond knielt bedroefd bij haar lichaam en wordt dan gevangen genomen door Oddjob.